# Chiesa di Nederluleå
La chiesa di Nederluleå (in svedese Nederluleå kyrka) è una chiesa luterana del comune di Luleå, in Svezia, attorno a cui si sviluppa il villaggio parrocchiale di Gammelstad, dichiarato patrimonio dell'umanità.
Appartenente alla diocesi di Luleå, è la più grande chiesa medievale della regione del Norrland. 

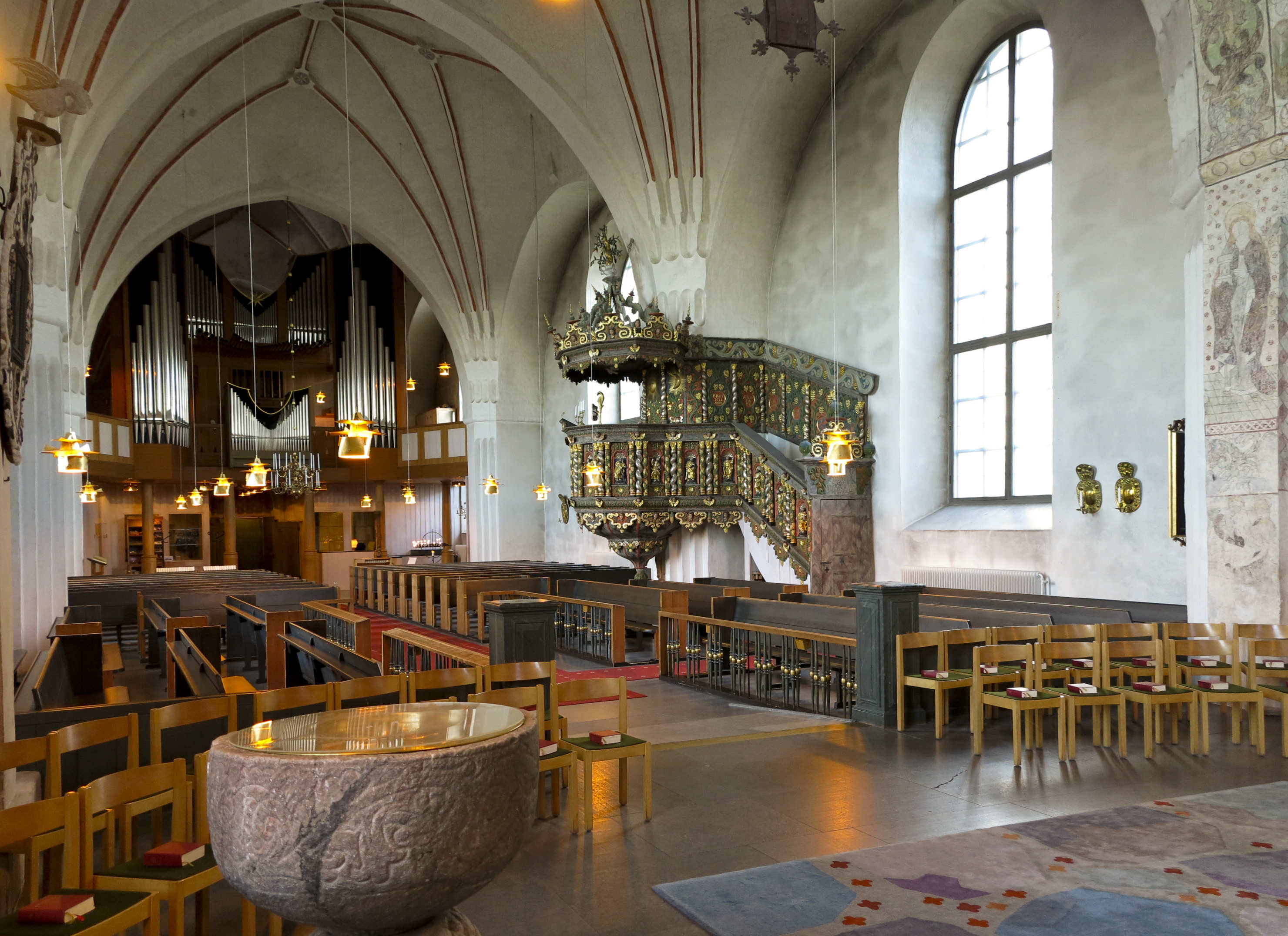
Interno della chiesa.

## Storia
La chiesa di pietra attualmente visibile era probabilmente preceduta da una cappella di legno. La costruzione della chiesa in pietra iniziò nel XV secolo e proseguì fino all'inizio del XVI secolo. La chiesa fu però inaugurata già nel 1492, da Jakob Ulvsson, arcivescovo di Uppsala.
Le balestriere conservate nella chiesa indicano che, oltre al suo uso religioso, aveva anche uno scopo difensivo.
La chiesa rimase in gran parte invariata fino al XVIII secolo. Nel 1745 furono dipinti gli affreschi medievali, e durante lo stesso decennio vennero ingrandite le finestre. Nel 1776-78 la chiesa fu verniciata di rosso, esternamente, e furono aggiunti un nuovo ingresso e più finestre. Nel 1848 le finestre sono state alterate di nuovo. Le modifiche successive agli interni, con mobili antichi rimossi e nuovi aggiunti, sono state portate avanti fin dal XVIII secolo. Durante una ristrutturazione nel 1909, gli affreschi medievali furono nuovamente scoperti e il portale del coro ha ripreso l'aspetto originario, che era stato alterato nel corso del XVIII secolo. Altri lavori di ristrutturazione sono stati effettuati nel 1936, nel 1954 e nel 1969-1971.
La torre campanaria, a sé stante, risale al 1851 e sostituì un precedente campanile di legno. Le due campane risalgono al 1554 e al 1684, ma sono state entrambe sostituite in seguito.

## Architettura
La chiesa è costruita in pietra, usando circa 40 tipi diversi di roccia, con dettagli in mattoni. Il tetto è fatto in legno, così com'era il tetto originale. La chiesa è circondata da un muro in cui sono conservati due lychgate.
All'interno, la chiesa è a una navata con volta, con un coro della stessa altezza della navata. Una sacrestia si protende dalla facciata nord e un portico da quella sud. Le volte sono decorate con affreschi, probabilmente fatti da un allievo di Albertus Pictor.

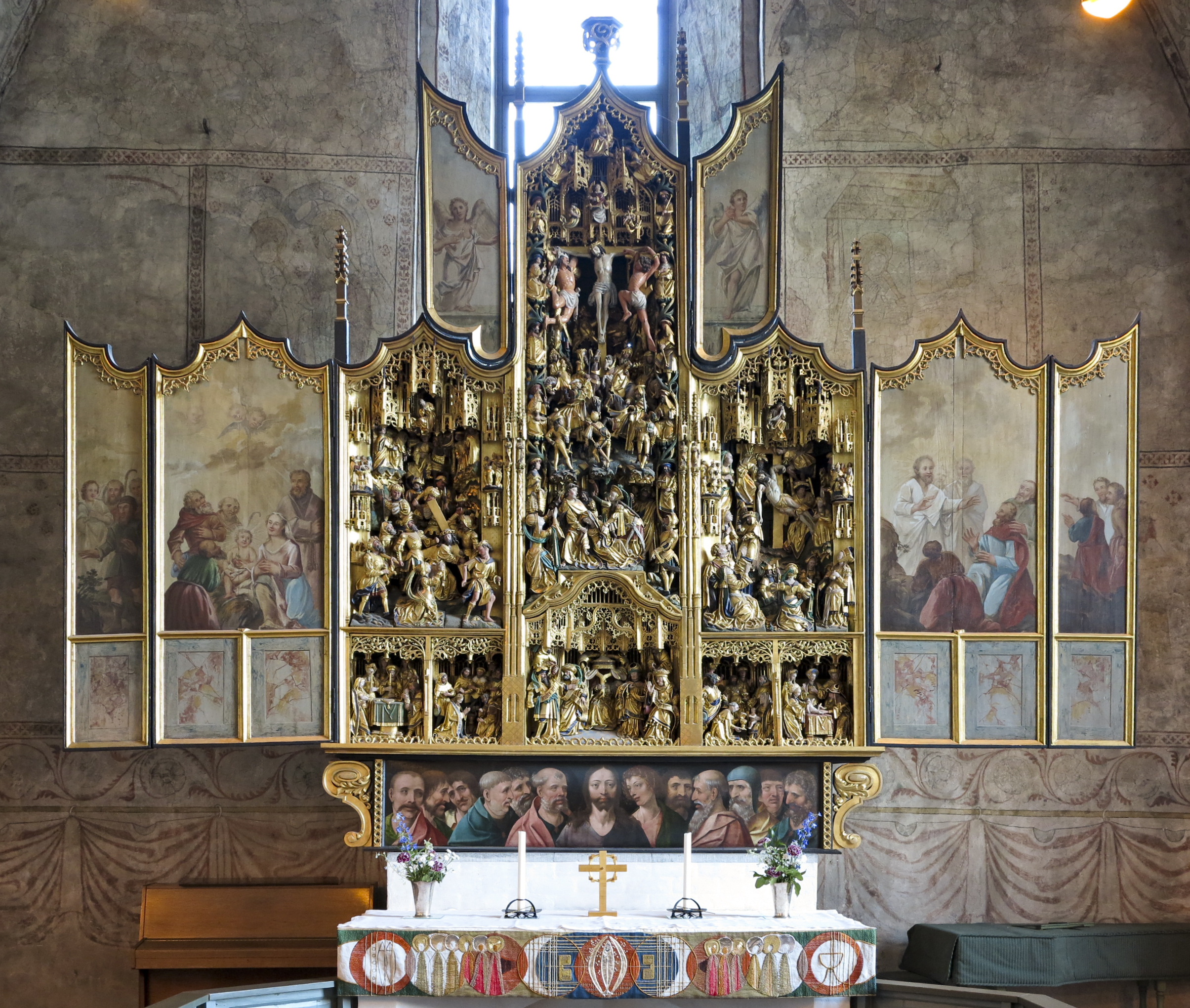
La pala d'altare, una delle migliori in Svezia.

Tra gli arredi della chiesa, la pala d'altare è la più notevole: risale intorno al 1520 e fu realizzata ad Anversa. La sua parte centrale contiene figure intricate intagliate che raffigurano la Passione di Cristo. La pala d'altare è uno dei migliori del suo genere in Svezia. Si suppone che la congregazione abbia pagato la somma di 900 segni d'argento, in denaro, per la pala d'altare - una grande somma per una congregazione per lo più contadina. Tra gli altri arredi, il crocifisso e il fonte battesimale in marmo risalgono al tardo Medioevo. Il pulpito riccamente scolpito risale al 1712. Alcuni dei banchi sono medievali, mentre altri sono stati almeno modificati nel 1749. L'organo risale al 1971.